# Недоля Артем Олександрович
Артем Олександрович Недоля (нар. 20 жовтня 1993, Київ, Україна) — український футболіст, півзахисник.

## Життєпис
Вихованець київського футболу.
У 2011 році уклав контракт із ПФК «Севастополь». Грав спочатку у другій команді кримчан, потім — у дублі. 27 квітня 2014 зіграв єдиний матч за «Севастополь» у Прем'єр-лізі.
Після розформування кримської команди влітку 2014 перейшов у донецький «Олімпік». 26 липня 2014 у грі з одеським «Чорноморцем» дебютував у Прем'єр-лізі у складі донеччан. Втім цей матч так і залишився єдиним за команду і з початку 2015 року Недоля став виступати за першолігові команди «Полтава» та «Суми», а у сезоні 2018/19 грав за друголігове «Полісся» (Житомир).
У жовтні 2019 року став гравцем «Кременя», а вже на початку 2020 року після тривалої перерви повернувся до Прем'єр-ліги, ставши гравцем «Львова». За «синьо-золотих» Недоля провів 3 матчі у вищому дивізіоні і не відзначався результативними діями і в серпні за обопільною згодою розірвав контракт з клубом.